# Wojciech Fangor

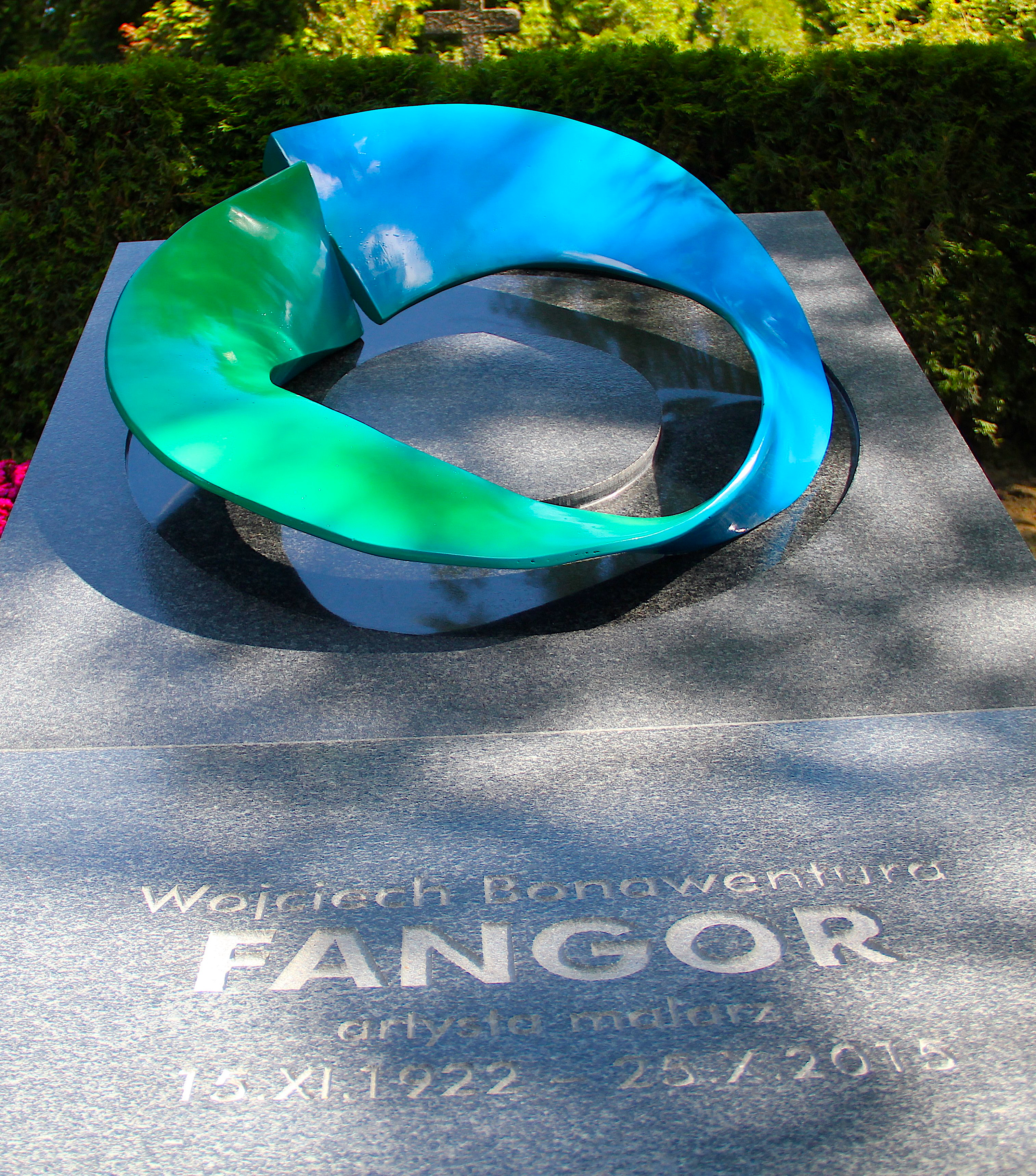
Nagrobek Wojciecha Fangora na cmentarzu Wojskowym na Powązkach. Autorem rzeźby jest Krzysztof Bednarski

Wojciech Bonawentura Fangor (ur. 15 listopada 1922 w Warszawie, zm. 25 października 2015 tamże) – polski malarz, grafik, plakacista i rzeźbiarz.

## Życiorys
Urodził się w rodzinie Konrada, absolwenta inżynierii wodnej Politechniki Lwowskiej, i Wandy z Chachłowskich, absolwentki konserwatorium, pianistki. W latach 1936–1938 podróżował po Europie zwiedzając muzea w Paryżu, Wiedniu, Wenecji, Florencji, Rzymie, Neapolu i Stambule.
W czasie II wojny światowej mieszkał na wsi pod Warszawą. W latach 1940–1944 prywatnie studiował u Felicjana Szczęsnego Kowarskiego i Tadeusza Pruszkowskiego.
W 1946 roku, po prezentacji swoich prac i zdaniu egzaminów z historii sztuki, otrzymał zaocznie dyplom magistra malarstwa Akademii Sztuk Pięknych w Warszawie. Na początku lat 50. XX wieku tworzył obrazy zgodne z wymaganiami realizmu socjalistycznego, m.in. Matkę Koreankę (obecnie w zbiorach Muzeum Narodowego w Warszawie) i Postaci (Muzeum Sztuki w Łodzi). Aktywnie działał w Polskim Towarzystwie Miłośników Astronomii.
W latach 1953–1961 był docentem Akademii Sztuk Pięknych w Warszawie.
W okresie odwilży po śmierci Józefa Stalina (1956) odszedł od konwencji socrealizmu. Był współtwórcą polskiej szkoły plakatu. W 1958 wraz ze Stanisławem Zamecznikiem zaprezentował Studium przestrzeni – pierwszy environment w Polsce.
Był autorem całościowej koncepcji op-artowych kompozycji mozaikowych na dworcu Warszawa Śródmieście, które w 2020 roku zostały wpisane do rejestru zabytków ruchomych województwa mazowieckiego.
W 1961 roku wyjechał z kraju, w latach 1964–1965 przebywał w Berlinie Zachodnim, 1965–1966 w Anglii, w 1966 roku zamieszkał w Stanach Zjednoczonych. W okresie pobytu za granicą prowadził wykłady na wielu uczelniach artystycznych. W latach 1972–1977 jako członek zespołu Jerzego Sołtana zaprojektował wystrój szkół podstawowych w Brockton i Lynn w stanie Massachusetts. Do Polski wrócił w 1999 roku.
W 1970 roku, jako jedyny dotychczas polski artysta, miał indywidualną wystawę w Muzeum Guggenheima w Nowym Jorku. W latach 60. i 70. stworzył serię obrazów z charakterystycznymi kołami i falami, wywołujących efekty optyczne, podobne do uzyskiwanych w sztuce op-artu.
Od 1999 roku mieszkał we wsi Błędów, ok. 60 km od Warszawy.
W 2007 roku opracował projekt końcowego wystroju 7 stacji linii M2 warszawskiego metra, które stały się największą światową podziemną galerią op-artu.
23 kwietnia 2013 roku w Muzeum Historycznym m.st. Warszawy artysta brał udział w uroczystym odsłonięciu malowidła „Kucie kos”, które namalował w 1954 roku na zamówienie zespołu projektowego pod kierownictwem Stanisława Zamecznika. Monumentalna kompozycja pokrywa powierzchnię całej ściany mierzącej ponad siedem metrów długości. Przedstawia trzech półnagich mężczyzn wykuwających na kowadle kosę. Obraz nawiązuje do znanego rysunku Artura Grottgera „Kucie kos”, ukazującego przygotowywanie broni dla powstańców styczniowych. Obraz nie został jednak zaprezentowany publiczności 17 stycznia 1955 roku, w dniu otwarcia muzeum. Zasłonięto go płytami ze sklejki, które pomalowano farbą, jak pozostałe ściany. Obraz odsłonięto dopiero po 59 latach podczas przygotowań do generalnego remontu Muzeum Warszawy. Przyczyną jego zasłonięcia była najprawdopodobniej ostra krytyka profesora Stanisława Lorentza, dyrektora Muzeum Narodowego w Warszawie, należącego do grona głównych konsultantów ekspozycji muzealnej. Na odwrocie szkicu do „Kucia kos” Fangor zanotował: Nie podobało się Lorenzowi [sic!], który kazał je zlikwidować. Inną przyczyną zasłonięcia dzieła mogła być również zmiana lokalizacji ekspozycji poświęconej powstaniu styczniowemu, którą przeniesiono do sąsiedniego pomieszczenia.
Zmarł 25 października 2015 w Warszawie, pochowany 3 listopada 2015 w Alei Zasłużonych na cmentarzu Wojskowym na Powązkach (G-tuje-17).

## Życie prywatne
Był dwukrotnie żonaty. Jego pierwszą żoną od 22 października 1944 była Zofia Krystyna Machnicka. Z tego związku miał syna Romana (ur. 17 listopada 1945 w Warszawie). Małżeństwo zakończyło się rozwodem w 1965 roku. Drugą żoną była malarka Magdalena Shummer-Fangor. 

## Ordery i odznaczenia
- Krzyż Komandorski z Gwiazdą Orderu Odrodzenia Polski „za wybitne zasługi dla kultury narodowej, za osiągnięcia w twórczości artystycznej oraz działalności dydaktycznej” (2011)[16][17]
- Złoty Krzyż Zasługi „w 10 rocznicę Polski Ludowej za zasługi w dziedzinie kultury i sztuki” (15 lipca 1954)[18]
- Złoty Medal „Zasłużony Kulturze Gloria Artis” (19 czerwca 2008)[19]

## Nagrody
- II nagroda na II. Ogólnopolskiej Wystawie Plastyki w Warszawie za obrazy pt. Matka Koreanka i Lenin w Poroninie (1951)
- Nagroda Państwowa III stopnia za obrazy pt. Matka Koreanka i Lenin w Poroninie wystawione na II Ogólnopolskiej Wystawie Plastyki (1952)[20][21]
- Nagroda im. Cypriana Kamila Norwida w dziedzinie sztuk plastycznych (2009)[22]
- Nagroda im. Jana Cybisa (2014)[23]

## Filmy
Jego twórczość z lat 60. do 90. XX wieku została zaprezentowana w filmie dokumentalnym Fangor notatki z wystawy z 1991 roku produkcji TVP.
Bohater filmu dokumentalnego z 2009 roku pt. Polnische Plakat Kunst: Wojciech Fangor, będącego częścią cyklu dokumentalnego przedstawiającego sylwetki grafików polskiej szkoły plakatu.

## Upamiętnienie
W 2024 jego imieniem nazwano ulicę w dzielnicy Śródmieście w Warszawie, wytyczonej w czasie budowy nowej siedziby Muzeum Sztuki Nowoczesnej.

## Galeria (stacje na linii M2 metra w Warszawie)

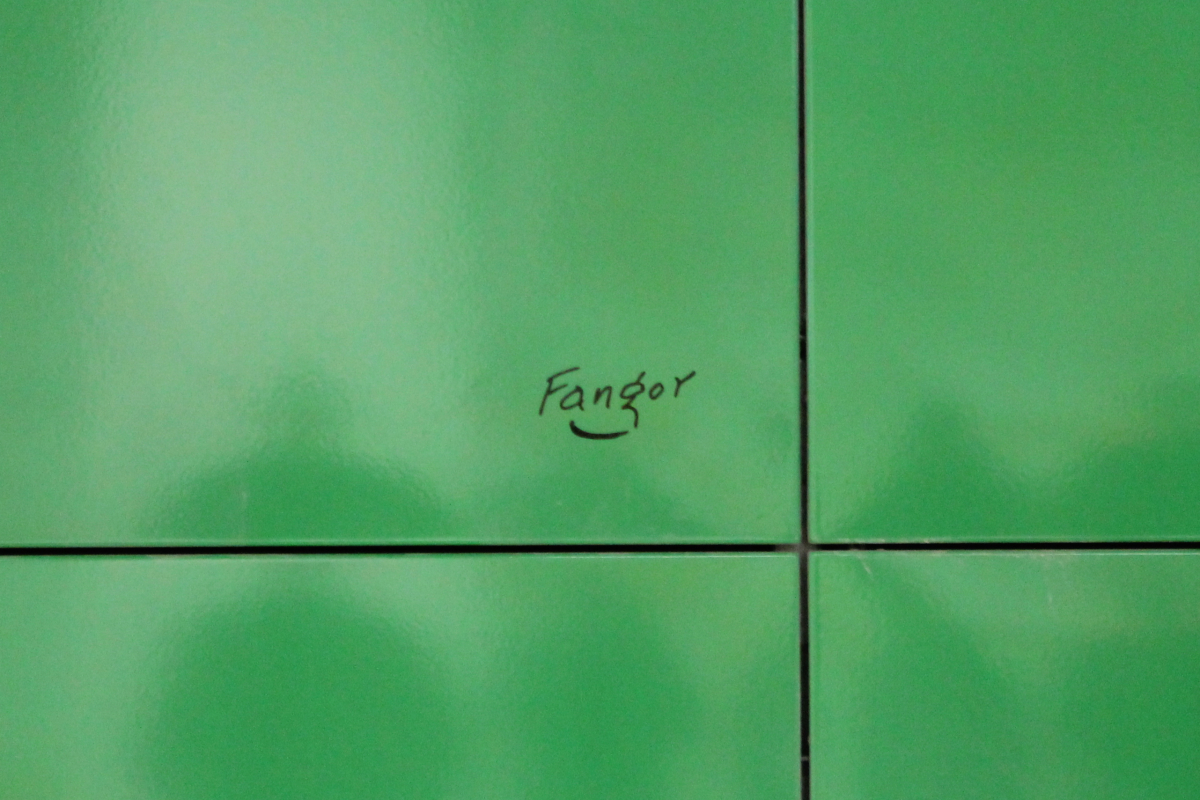
Podpis, ściana zatorowa, stacja Stadion Narodowy
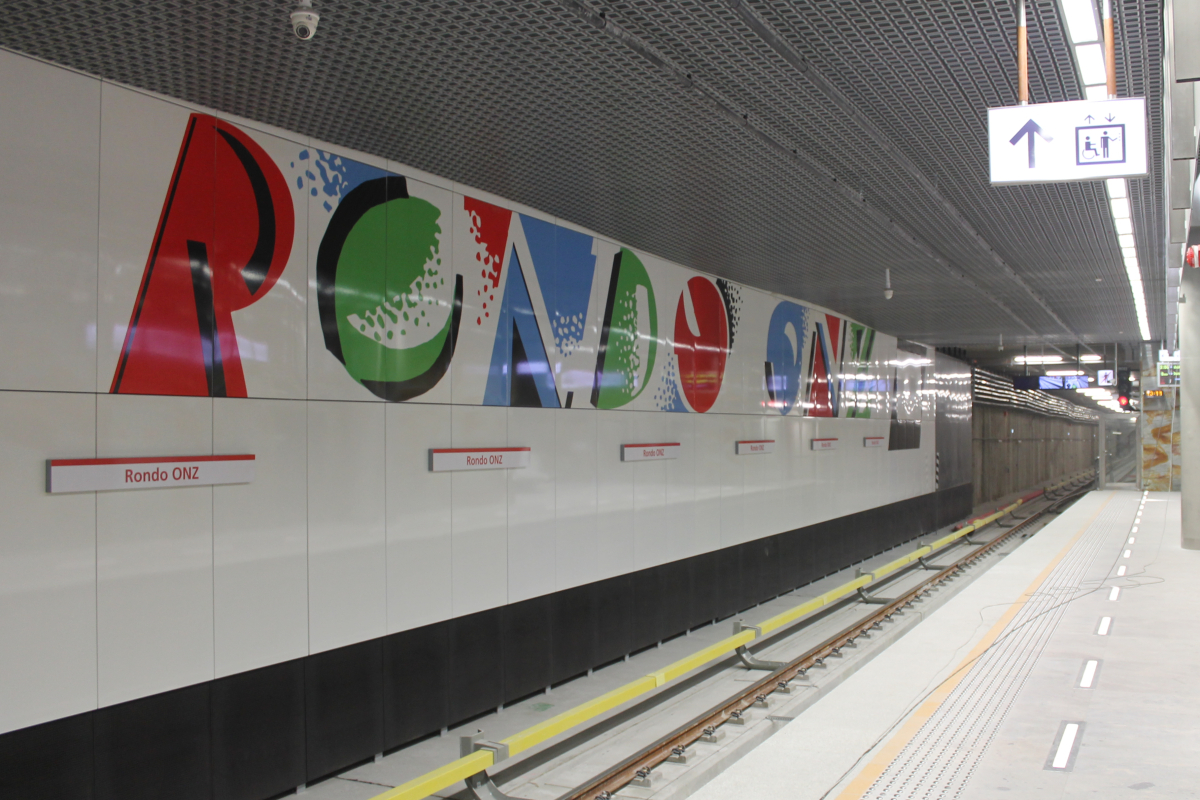
Rondo ONZ
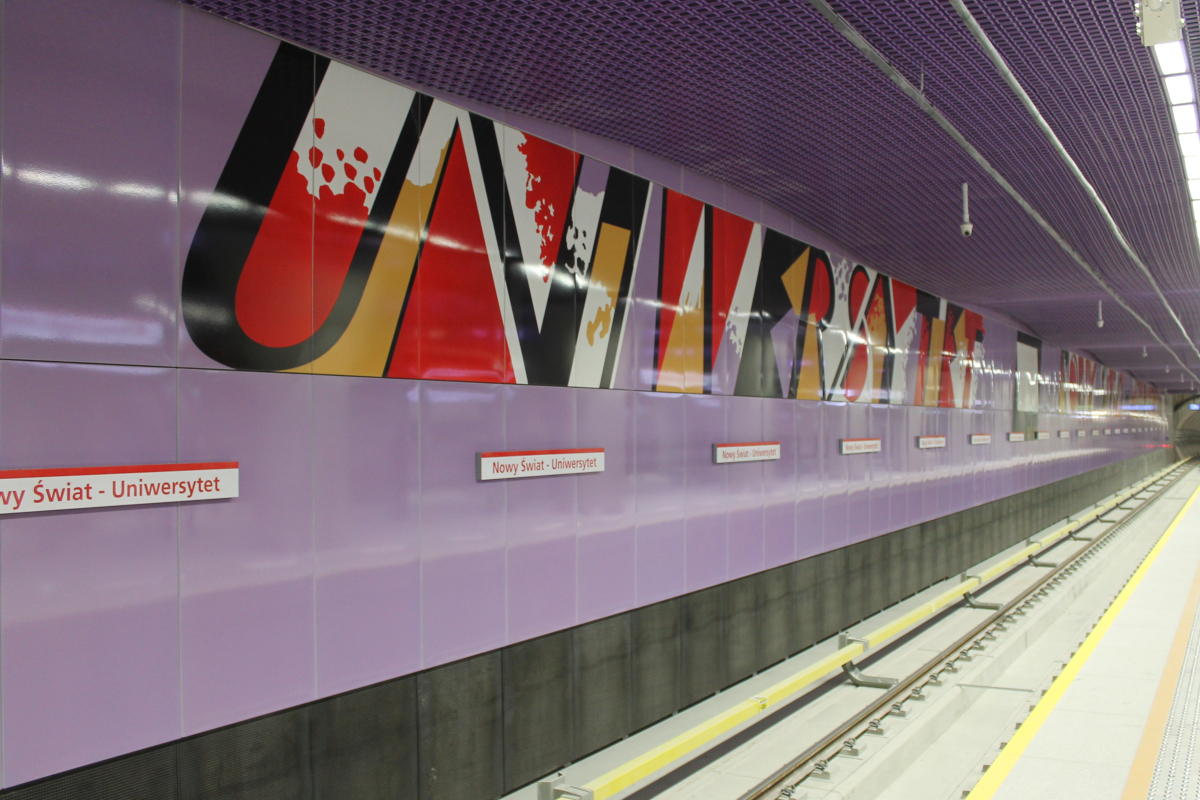
Nowy Świat-Uniwersytet
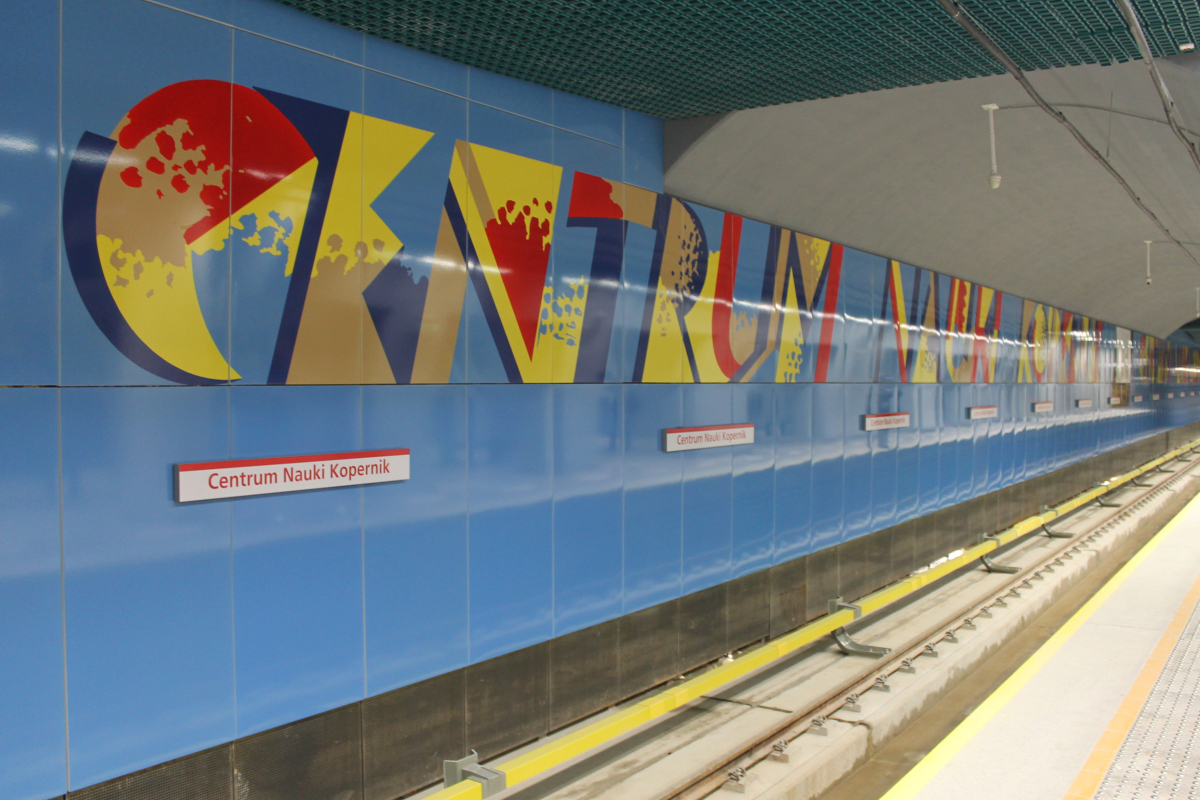
Centrum Nauki Kopernik
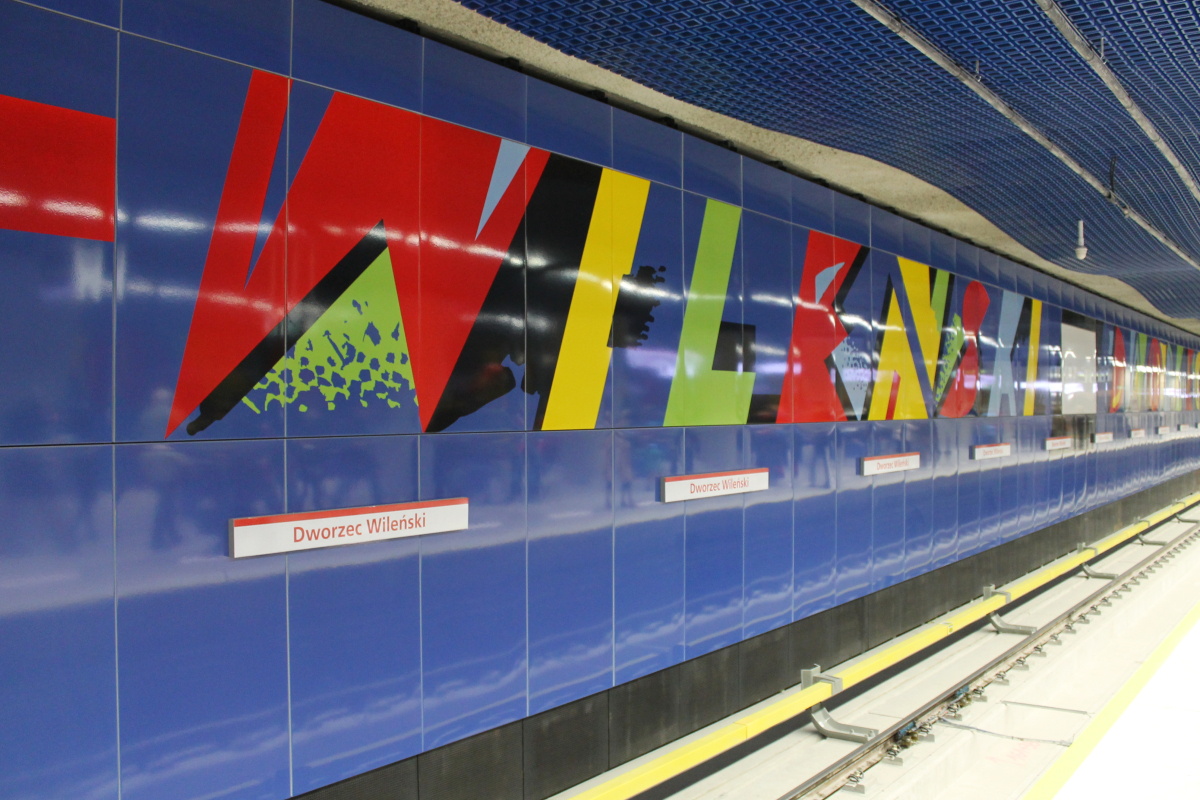
Dworzec Wileński
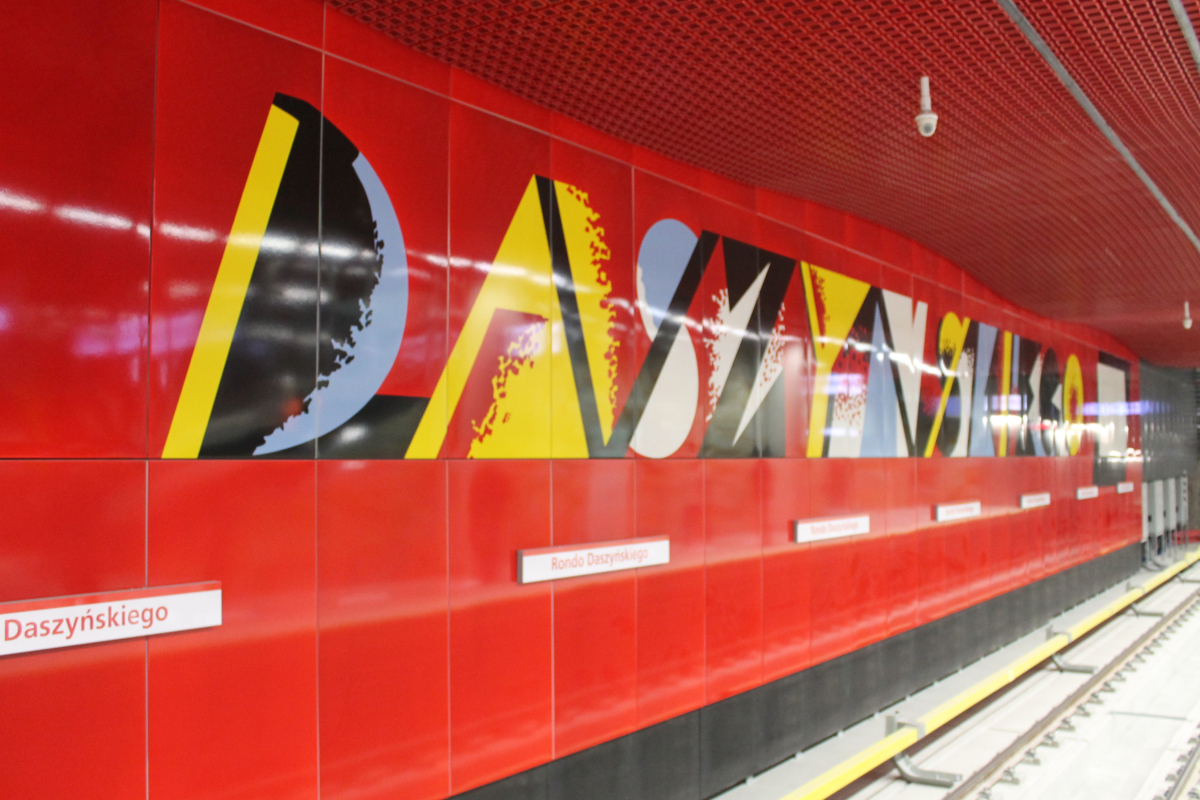
Rondo Daszyńskiego
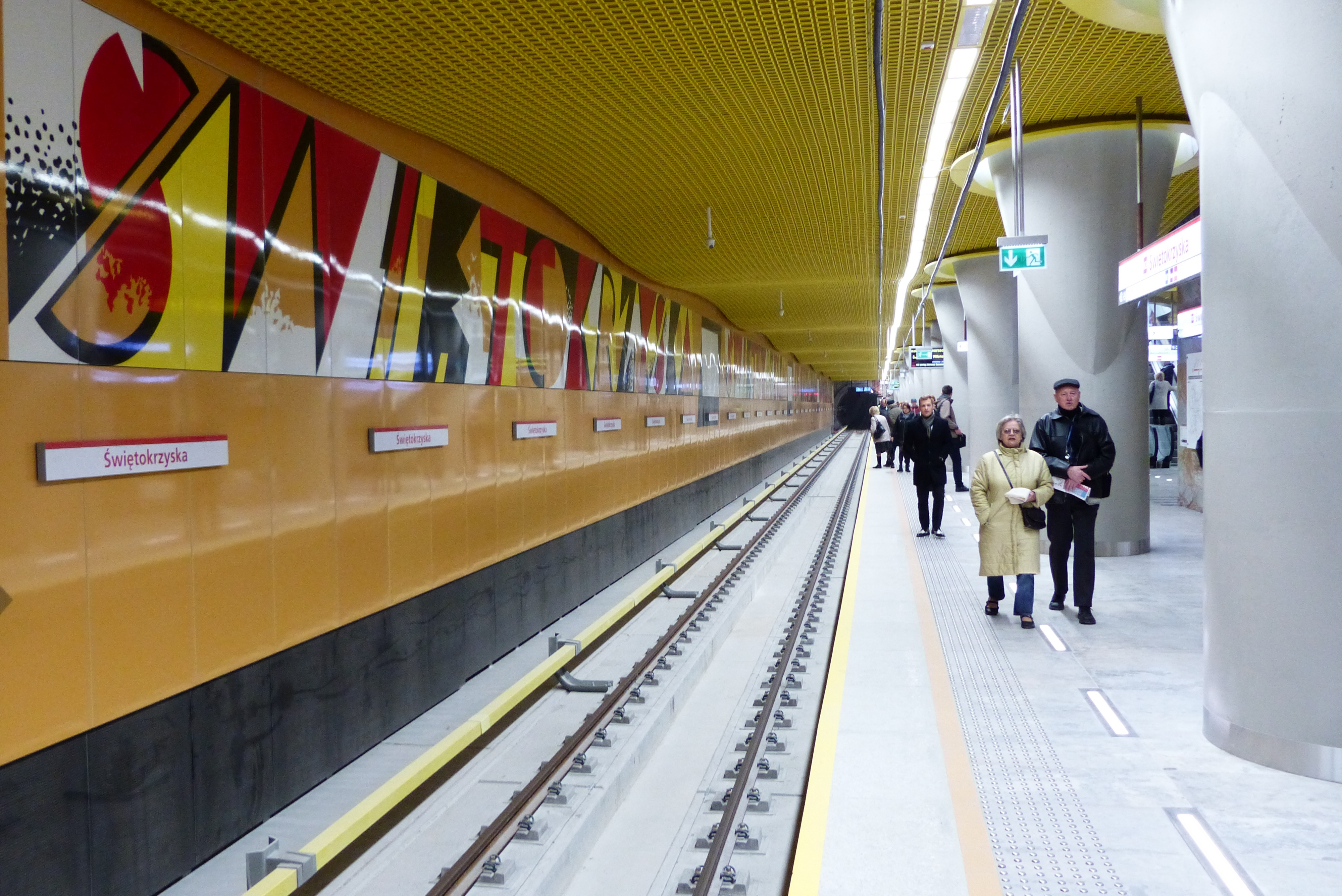
Świętokrzyska